# Erebia amisus
Erebia amisus är en fjärilsart som beskrevs av Hans Fruhstorfer 1910. Erebia amisus ingår i släktet Erebia och familjen praktfjärilar. Inga underarter finns listade i Catalogue of Life.